# Corallus cookii
Corallus cookii is een slanke reuzenslang uit Zuid-Amerika die behoort tot de hondskopboa's uit het geslacht Corallus.

## Naam en indeling
De wetenschappelijke naam van de soort werd voor het eerst voorgesteld door John Edward Gray in 1842. Oorspronkelijk werd de wetenschappelijke naam Corallus Cookii gebruikt. De slang werd eerder tot het geslacht Boa gerekend en werd later gezien als een ondersoort van de tuinboa (Corallus hortulanus).

## Uiterlijke kenmerken
De slang kan een lengte bereiken van bijna twee meter, echter alleen de vrouwtjes. De meeste exemplaren blijven tussen 1 en anderhalve meter. Juvenielen hebben een grijze kleur met oranje tot bruine vlekken, de volwassen dieren hebben een net-achtig patroon, meestal een bruine achtergrond met een geel/beige nettekening, de schubben zijn vaak zichtbaar omrand. De ogen zijn groot en oranje van kleur en hebben een verticale pupil. Corallus cookii heeft een veel minder breed spectrum aan kleurvariaties in vergelijking met verwante tuinboa en de soort Corallus grenadensis.

## Levenswijze
Het is een typische boombewoner die op vogels, knaagdieren en hagedissen jaagt. Kleinere prooidieren worden geheel doorslikt, alleen grotere prooien worden gewurgd.

## Verspreiding en habitat
Corallus cookii komt voor in delen van Midden-Amerika in het land Saint Vincent en de Grenadines, onderdeel van de Antillen. De slang leeft endemisch op het eiland Saint Vincent.  De habitat bestaat uit vochtige omgevingen als waterrijke bossen en regenwouden.